# Йосиф фон Ауффенберг
Йо́сиф фон Ауффенбе́рг  (нар. 30 серпня 1789 — 25 грудня 1857) — німецький поет і драматург.
Його драма «Зачарований дім, або Смерть Людовіка XI» (За повістю Оноре де Бальзака «Метр Корнеліус») в російському перекладі П. Ободовського йшла на сцені Александринського театру в Петербурзі (прем'єра відбулася 1836).
Тарас Шевченко, очевидно бачив її в цьому театрі, про що згадував у повісті «Художник».